# リチャード・フッカー・ウィルマー
リチャード・フッカー・ウィルマー（Richard Hooker Wilmer、1816年3月15日 - 1900年6月14日）は、第2代米国聖公会アラバマ州教区主教で、アメリカ連合国プロテスタント監督教会によって叙任された唯一の主教である。

## 若年期と家族生活
クライストチャーチ教区牧師のウィリアム・ホーランド・ウィルマーとその妻のマリオン・ハンナ・コックスの息子として生まれる。母親は彼が6歳の時に出産中に亡くなった。バージニア州だけでなくメリーランド州でも有名な司祭であり、かつ聖職者の家系で育った父親は、没する前までバージニア州ウィリアムズバーグにあるウィリアム・アンド・メアリー大学の第8代学長を務めた。父親が亡くなった時、彼はまだ8歳であった。継母に育てられたということもあり（父親の死後すぐに兄がミシシッピ州で亡くなっている）、家族を支えるために10代で働くことになった。
1836年にイェール・カレッジ、1839年にバージニア神学校をそれぞれ卒業した。

## 経歴
米国聖公会バージニア州主教のウィリアム・ミード主教により、1839年3月31日に執事、1840年4月19日に司祭にそれぞれ叙任された。叙任後、バージニア州グーチランド郡教区とブルバナ郡教区で勤務し、その後はノースカロライナ州ウィルミントンにあるセント・ジェームス教会の教区牧師として仕えた。バージニア州に戻った際の1858年にクラーク郡、ラウドン郡、フォーキア郡、およびベッドフォード郡の各教区に仕えたウィルマーは、のちにイマヌエル教会と呼ばれることになるヘンライコ郡の教会で布教活動を始めた。

## 主教職
南北戦争勃発から程なくしてバージニア州と別の州が連邦から分離独立し、ウィルマーはこの動きを支持し、最終的にはミード主教もこれを支持した。奴隷所有者であったアラバマ州教区主教のニコラス・ハムネル・コッブス主教は連邦脱退を支持せず、アラバマ州が連邦からの分離独立を決議した1861年1月11日にアラバマ州モンゴメリー郡で逝去した。数週間後、ミード主教とアメリカ連合国当時の他の教区主教たちはモンゴメリー郡で落ち合い、アメリカ連合国プロテスタント監督教会（PECCSA）を結成することを決定した。アラバマ州での教区会議は同年8月と11月21日にアメリカ連合国プロテスタント監督教会に加入することを決議し、別のアラバマ州教区会議はリチャード・ウィルマーを故コッブスの後継者となる次期アラバマ州教区主教に選出した。アラバマ州教区主教に叙任されたことに伴い、ウィルマーは1861年末を以ってイマヌエル教会の教区牧師を辞任した。しかしながら、アメリカ連合国プロテスタント監督教会が教区会議を開催する前に叙任式参加を断ったテネシー州のジェイムズ・ハーベイ・オーティーとノースカロライナ州のトーマス・アトキンソン主教は支配形態を確立した。叙任式には3人の主教が必要なため、高齢で病気療養中であったミード主教が叙任式のためにリッチモンドに馳せ参じた。ウィルマーはミード主教、彼の補佐主教であったジョン・ジョーンズ主教とスティーブン・エリオット主教により聖パウロ教会にてアラバマ州教区主教に叙任された。この叙任式から程なく、ミード主教はリッチモンドの友人宅にて逝去した。
アメリカ連合国の敗北後、再結成された米国聖公会によって最終的に叙任が承認されたにもかかわらず、ウィルマーは熱心な西部地方の民族主義者のままであった。軍事的占領に抗議するためにアメリカ合衆国大統領に対する祈りを除外するよう聖職者たちに指示したとして自宅軟禁されたことにより、就任後最初の米国聖公会総合会議に出席できなかった。それでも再結成した教会は叙任を承認した。
アメリカ連合国軍の夫を亡くした未亡人とその孤児たちを世話する婦人執事の階級を設立し1900年に没したウィルマーは最も長く在位した米国聖公会主教である。ウィルマー主教の任期満了の年に補佐したもう1人のバージニア州教区司祭であるヘンリー・メルヴィル・ジャクソンはアラバマ州ダラス郡セルマ出身のロバート・ウッドワード・バーンウェルを後任のアラバマ州教区主教に選出した。

## 死と遺産
アラバマと呼ばれる前に仕えていた教区のバージニア州ヘンライコ郡にあるイマヌエル教会の墓地に埋葬されている。彼の個人記録はバーミンハム公立図書館、ノースカロライナ大学、および米国聖公会メリーランド州教区にそれぞれ保管されている。
ウィルマーという地名はリチャード・フッカー・ウィルマーに敬意を表して名付けられた。